# Музеби IV (Рагуза)
Музеби IV је насеље у Италији у округу Рагуза, региону Сицилија.
Према процени из 2011. у насељу је живело 19 становника. Насеље се налази на надморској висини од 405 м.